# 日本政策投資銀行
株式会社日本政策投資銀行（にほんせいさくとうしぎんこう、英: Development Bank of Japan Inc.、略: DBJまたは政投銀）は、東京都千代田区大手町に本社を置く、株式会社日本政策投資銀行法に基づき設立された、財務省所管の特殊会社、日本の政策金融機関である。
前身は、復興金融金庫、日本開発銀行、北海道東北開発公庫、（旧）日本政策投資銀行であり、今日は民営化されている。
同じく2008年10月1日に設立された株式会社日本政策金融公庫（JFC、旧・国民生活金融公庫、農林漁業金融公庫、中小企業金融公庫）とは、全く別の法人である。

## 概要

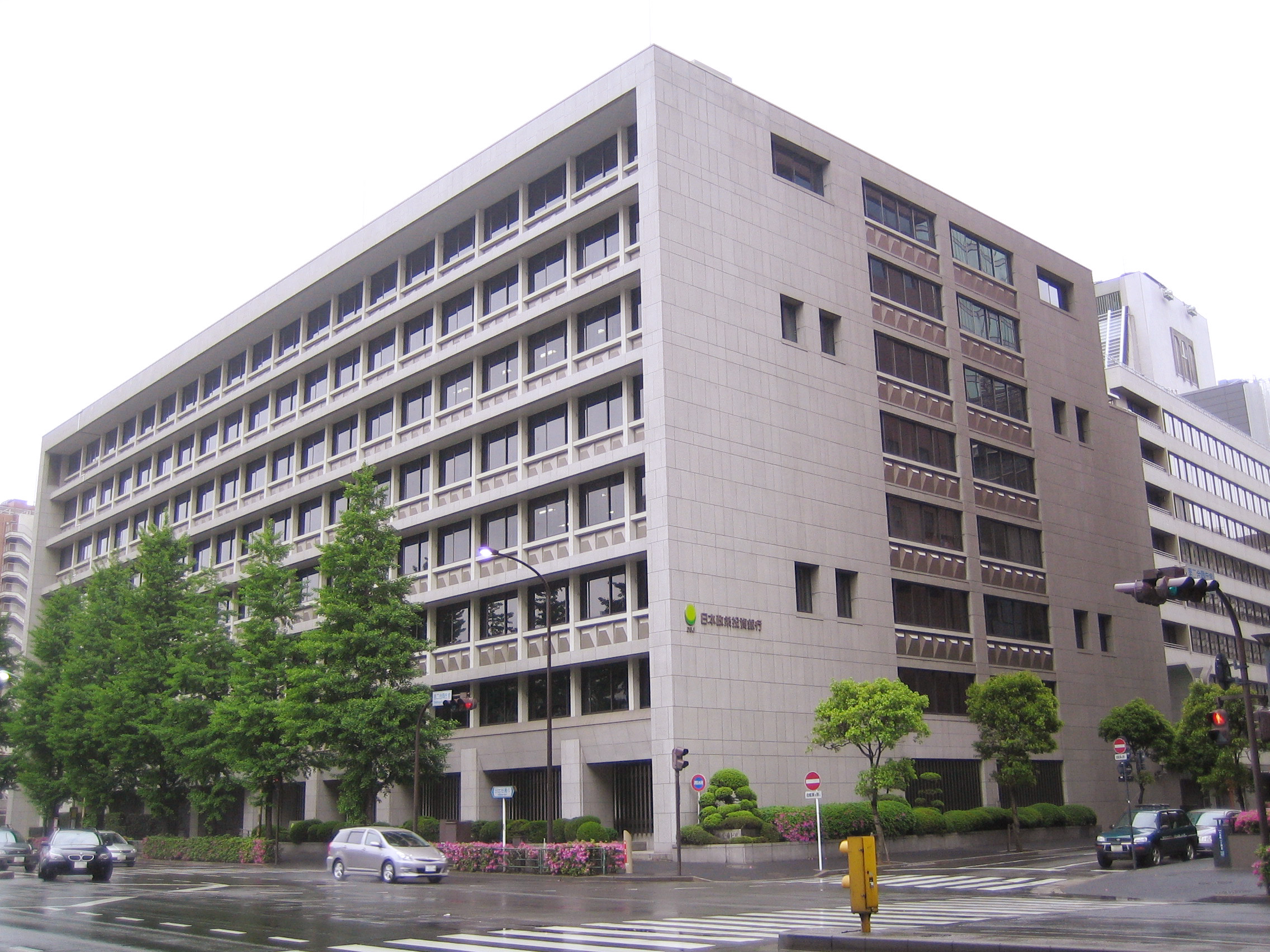
旧本店ビル

出資と融資を一体的に行う手法その他高度な金融上の手法を用いることにより、長期の事業資金に係る投融資機能を発揮し、長期の事業資金を必要とする顧客に対する資金供給の円滑化及び金融機能の高度化に寄与することを事業目的とする。
資金の流れを「官から民」に移し経済を活性化する政策金融改革の一環で、2008年（平成20年）10月1日に、特殊法人の日本政策投資銀行（旧DBJ）を解散し、特殊会社たる株式会社日本政策投資銀行（新DBJ）として新たに発足した（旧DBJの全財産の出資により新DBJが設立され、新DBJ設立と同時に旧DBJは割当を受けた新DBJ全株式を政府に無償譲渡し、旧DBJは解散）。

### 旧日本政策投資銀行との差異
資金調達において、預金の受け入れや民間企業からの借り入れが可能となった。

### 完全民営化
当初は、2012年（平成24年）〜2014年（平成26年）を目途に、日本国政府保有株式の全てを処分し完全民営化する予定であった。しかし2008年（平成20年）からの世界金融危機および、2011年（平成23年）に発生した東日本大震災の災害復旧に対応するため、政策金融機関に対する日本国政府の関与を維持する方向での見直しが行われた。
まず、2009年の株式会社日本政策投資銀行法の一部を改正する法律（平成21年法律第67号）により、完全民営化の時期が2012年（平成24年）4月1日から5～7年後に延期された。その後、2011年（平成23年）に施行された東日本大震災に対処するための特別の財政援助及び助成に関する法律（平成23年法律第40号）において、2015年（平成27年）4月1日から5～7年後を目途に完全民営化するものとされた。また、政府は、2014年度（平成26年度）末を目途として、日本国政府による株式保有のありかたを含めたDBJの組織等を見直すこととなり、それまでの間、DBJの株式を処分しないと定められている。
ただし、簡素で効率的な政府を実現するための行政改革の推進に関する法律（平成十八年法律第四十七号）六条により「日本政策投資銀行は、完全民営化するもの」とされており、同法を所管する内閣官房では定期的に同銀行に対するヒアリングを実施している。

## 業務内容
投融資一体型の特色ある金融サービスを提供している。
- 融資部門：中長期融資、仕組み金融（ストラクチャードファイナンス等）、劣後融資等の提供
  - 評価認証型融資（DBJ環境格付、DBJ BCM格付、DBJ健康経営格付）
  - DBJ Green Building認証
- 投資部門：リスクマネー（メザニンファイナンス、エクイティ）の提供
- コンサルティング／アドバイザリー部門：仕組み金融のアレンジャー、M&Aのアドバイザー、産業調査機能や環境・技術評価等のノウハウの提供

平成27年DBJ法改正により、危機対応業務が義務付けられ、特定投資業務が創設された。
プロジェクト・ファイナンス、PFI、事業再生、ベンチャー、産学官連携、国際協力、社会・環境活動など、政策性が高いプロジェクトを支援するための融資や投資が基本となる。また、旧北海道東北開発公庫の業務を引き継いでいる経緯より、投融資枠の一部が「北東枠」として設けられ、主に北海道・東北地域への投融資に向けられている。
投融資例
- 1998年 中山共同発電株式会社 - 日本初のプロジェクトファイナンス（旧三和銀行と共同幹事）
- 2002年 株式会社ダイエー - 当時の主力取引行などと共に「企業債権ファンド」を組織し、100億円の融資を実行する。
- 2003年 株式会社ペンシル - 知的財産権担保融資として、ポータルサイト「髪ナビ!」を担保とする日本初の融資を受ける。
- 2010年 不動産市場安定化ファンドに対するメザニンローン
- 2015年 株式会社ソシオネクスト（富士通・パナソニックHDの半導体設計事業を統合した会社）へ投資。(22.5%相当）
- 2023年 株式会社ソシオネクストの株式を売却（予定）

## 沿革
- 1947年（昭和22年）1月 - 復興金融金庫設立。初代理事長に伊藤謙二が就任[4][5]。
- 1951年（昭和26年）4月20日 - 日本開発銀行法（1951年3月31日公布、1952年1月16日全面施行）に基づき、当時の大蔵大臣・池田勇人によって日本開発銀行が設立される。復興金融金庫（1951年12月26日復興金融金庫解散・業務引継令公布（政令））の貸付債権を承継（池田勇人#講和・独立後の政権運営）。5月15日開業。開銀は恒常的に外債を発行した。
- 1952年（昭和27年）8月30日 - 電源開発に49億5000万円出資。9月14日見返資金特別会計の債権を承継（8月30日同政令公布）。
- 1954年（昭和29年）4月15日 - 日本航空のチェース・ナショナル銀行からの借入れを外貨保証。
- 1956年（昭和31年）6月 - 北海道開発公庫法に基づき、北海道開発公庫が設立される。
- 1957年（昭和32年） - 法改正により、北海道開発公庫から北海道東北開発公庫に改組。
- 1967年（昭和42年）2月1日 - 日産自動車に40億円を貸付、体制金融の第1号。

- 1999年（平成11年）
  - 6月11日 - 日本政策投資銀行法（平成11年法律第73号）公布。同日施行。
  - 10月1日 - 日本開発銀行及び北海道東北開発公庫の一切の権利義務を承継し、日本政策投資銀行設立（これに伴い日本開発銀行及び北海道東北開発公庫がそれぞれ解散）。
- 2007年（平成19年）6月13日 - 株式会社日本政策投資銀行法（平成19年法律第85号）公布。同日施行。
- 2008年（平成20年）
  - 10月1日 - 特殊法人の日本政策投資銀行を解散し、特殊会社たる株式会社日本政策投資銀行設立。
  - 12月 - シンガポール事務所を現地法人化し、DBJ Singapore Limited設立。
- 2009年（平成21年）6月 - ロンドン事務所を現地法人化し、DBJ Europe Limited設立。
- 2012年（平成24年） - 大手町フィナンシャルシティ完成に伴い、本店移転。

## 拠点・関連組織

### 拠点
- 本店（東京）
- 北海道支店（札幌）
- 東北支店（仙台）
- 新潟支店（新潟）
- 北陸支店（金沢）
- 東海支店（名古屋）
- 関西支店（大阪）
- 中国支店（広島）
- 四国支店（高松）
- 九州支店（福岡）
- 南九州支店（鹿児島）
- 函館事務所
- 釧路事務所
- 青森事務所
- 富山事務所
- 松江事務所
- 岡山事務所
- 松山事務所
- 大分事務所
- ニューヨーク駐在員事務所

### 関係会社
連結子会社
- 株式会社日本経済研究所
- 株式会社価値総合研究所
- DBJ証券株式会社
- DBJ事業投資株式会社
- DBJキャピタル株式会社
- DBJアセットマネジメント株式会社
- DBJ Singapore Limited（シンガポール）
- DBJ Europe Limited（ロンドン）
- DBJ投資アドバイザリー株式会社
- DBJリアルエステート株式会社
- 政投銀投資諮詢（北京）有限公司

その他11社。
持分法適用関連会社
その他20社。

### 関連財団
- 一般財団法人日本経済研究所

## 歴代日本政策投資銀行代表者

### 歴代日本政策投資銀行会長
| 氏名     | 出身   | 前職                                                 | 就任年月日    |
| -------- | ------ | ---------------------------------------------------- | ------------- |
| 木下康司 | 財務省 | 財務事務次官、主計局長、国際局長、大臣官房総括審議官 | 2018年6月28日 |

### 歴代日本政策投資銀行社長
| 氏名     | 出身         | 前職                                       | 就任年月日    |
| -------- | ------------ | ------------------------------------------ | ------------- |
| 室伏稔   | 伊藤忠商事   | 日本貿易会会長、伊藤忠商事会長、同社長     | 2008年10月1日 |
| 橋本徹   | 富士銀行     | ドイツ証券取締役会長、同東京支店会長       | 2011年6月23日 |
| 柳正憲   | 日本開発銀行 | 日本政策投資銀行代表取締役副社長、同行理事 | 2015年6月26日 |
| 渡辺一   | 日本開発銀行 | 日本政策投資銀行代表取締役副社長           | 2018年6月28日 |
| 地下誠二 | 日本開発銀行 | 日本政策投資銀行代表取締役副社長           | 2022年6月29日 |

### 歴代日本政策投資銀行総裁
| 氏名     | 出身       | 前職                                                     | 就任年月日    |
| -------- | ---------- | -------------------------------------------------------- | ------------- |
| 小粥正巳 | 大蔵省     | 公正取引委員会委員長、大蔵事務次官、主計局長、大臣官房長 | 1999年10月1日 |
| 小村武   | 大蔵省     | 大蔵事務次官、主計局長、大臣官房長、経済企画庁長官官房長 | 2001年1月19日 |
| 室伏稔   | 伊藤忠商事 | 日本貿易会会長、伊藤忠商事会長、同社長                   | 2007年9月     |

### 歴代日本開発銀行総裁
| 氏名       | 出身     | 前職                                                                       | 就任年月日    |
| ---------- | -------- | -------------------------------------------------------------------------- | ------------- |
| 小林中     | 石和銀行 | 生命保険協会会長、東急電鉄社長、富国徴兵保険相互会社社長                   | 1951年4月20日 |
| 太田利三郎 | 日本銀行 | 日本開発銀行副総裁、日本銀行理事                                           | 1957年4月23日 |
| 平田敬一郎 | 大蔵省   | 大蔵事務次官、国税庁長官、主税局長、物価庁第一部長                         | 1963年4月20日 |
| 石原周夫   | 大蔵省   | 大蔵事務次官、主計局長、大臣官房長                                         | 1967年4月20日 |
| 吉岡英一   | 大蔵省   | 中小企業金融公庫総裁、国税庁長官、理財局長、経済企画庁長官官房長           | 1975年4月20日 |
| 渡辺孝友   | 日本銀行 | 日本銀行理事、同行営業局長                                                 | 1979年4月20日 |
| 吉瀬維哉   | 大蔵省   | 日本開発銀行副総裁、大蔵事務次官、主計官長、理財局長、経済企画庁長官官房長 | 1981年4月20日 |
| 高橋元     | 大蔵省   | 公正取引委員会委員長、大蔵事務次官、主税局長、経済企画庁長官官房長         | 1987年10月9日 |
| 吉野良彦   | 大蔵省   | 国民金融公庫総裁、大蔵事務次官、主計局長、大臣官房長、経済企画庁長官官房長 | 1992年7月15日 |
| 小粥正巳   | 大蔵省   | 公正取引委員会委員長、大蔵事務次官、主計局長、大臣官房長                   | 1998年1月1日  |

## 主な関連人物
- 今井博（通産省局長から日本開発銀行理事。後に日本曹達会長。）
- 下村治（官僚、経済学者、設備投資研究所初代所長）
- 宇沢弘文（東京大学名誉教授、設備投資研究所顧問）
- 竹中平蔵（慶應義塾大学名誉教授、1973年日本開発銀行入行）
- 石井吉春（北海道大学名誉教授、1976年北海道東北開発公庫入庫）
- 根本祐二（東洋大学教授、1978年日本開発銀行入行）
- 橋山禮治郎（千葉商科大学大学院客員教授、アラバマ大学名誉教授）
- 小川軽舟（俳人、1984年日本開発銀行入行）
- 山下明男（フォートレス・インベストメント・グループ日本代表、1984年日本開発銀行入行）
- 栗原美津枝（経済同友会副代表幹事、1987年日本開発銀行入行）
- 藻谷浩介（日本総合研究所主席研究員、1988年日本開発銀行入行）
- 重田園江（明治大学教授、1990年日本開発銀行入行）
- 矢口明子（山形県酒田市長、1990年北海道東北開発公庫入庫）
- 牧野光朗（長野県飯田市長、1985年日本開発銀行入行）
- 上定昭仁 (島根県松江市長、1995年日本開発銀行入行)